# Kristina Pauls
Kristina Pauls (* 1983 in Hamburg) ist eine deutsche Schauspielerin. 

## Leben
Ihren ersten Kinofilm Rennschwein Rudi Rüssel drehte sie  mit 10 Jahren, danach folgten während der Schulzeit bis zum Abitur jährliche Dreharbeiten für das Fernsehen. Nach dem Abitur studierte sie von 2005 bis 2009 an der Hochschule für Schauspielkunst „Ernst Busch“ Berlin. Am Münchner Volkstheater bekam sie anschließend unter der Intendanz von Christian Stückl ihr erstes Theaterengagement von 2009 bis 2013. Anschließend wurde sie am Hans Otto Theater in Potsdam engagiert.

## Filmografie (Auswahl)
- 1995:  Rennschwein Rudi Rüssel
- 1995: Freunde fürs Leben (Fernsehserie, 1 Folge)
- 1999: Die Kinder vom Alstertal (Fernsehserie, 1 Folge)
- 2013: Beste Bescherung (Fernsehfilm)
- 2016: SOKO München (Fernsehserie, Folge Targets)
- 2017: Katie Fforde – Meine verrückte Familie (Fernsehfilmreihe)
- 2017: Tatort: Zurück ins Licht
- 2018: SOKO Leipzig – Falsche Hoffnung (Fernsehserie)
- 2018–2020: Notruf Hafenkante (Fernsehserie, 2 Folgen)
- 2022: SOKO Hamburg – Trübe Wasser (Fernsehserie)
- 2022: SOKO Stuttgart – Letztes Kapitel (Fernsehserie)
- 2023: Hotel Mondial – Am Abgrund (Fernsehserie)
- 2024: Die stillen Mörder (Fernsehfilm)